# Фріц Геркенрат
Фрідріх «Фріц» Геркенрат (нім. Friedrich "Fritz" Herkenrath, 9 вересня 1928, Кельн — 18 квітня 2016) — західнонімецький футболіст, що виступав на позиції воротаря. Півфіналіст чемпіонату світу 1958 року.

## Біографія
Фріц Геркенрат спочатку грав у гандбол. Починав як правий вінгер, і тільки пізніше став воротарем. Незабаром після Другої світової війни змінив вид спорту на футбол. Фріц почав навчатися у Вищій Спортивній Школі в Кельні, де його вчителем був тренер збірної Німеччини Зепп Гербергерep. Розпочинав на дорослому рівні грати за клуб «Пройссен Деллбрюк». 
У 1951 році став гравцем «Кельна», де був тільки дублером першого воротаря команди, нідерландця Франса де Мюнка. З 1952 року він гравцем клубу «Рот-Вайс» (Ессен), де він був улюбленцем уболівальників команди. З командою в 1955 році він виграв чемпіонат ФРН, завдяки чому, ця команда стала першою німецькою командою, яка зіграла в Кубку європейських чемпіонів, але швидко завершила свою участь вже у першому раунді після поразки від шотландського «Гіберніана» (0:4, 1:1).
Геркенрат під час перебування в Ессені, через свою основну професію — вчителя, отримав прізвисько «Літаючий вчитель» (нім. fliegender Schulmeister).
Із збірною ФРН у 1954-1958 роках провів 21 матч і зайняв четверте місце на чемпіонаті світу 1958 року. На «мундіалі» зіграв у п'яти матчах, пропустивши лише останній матч за 3-тє місце, який німці програли французам з рахунком 3: 6. У цьому матчі замість Геркенрата ворота захищав запасний голкіпер Квятковскі. Після гри Геркенрат сказав: «Я повинен чесно зізнатися, що і я, напевно, не врятував би ворота від жодного з цих шести голів, але я радий, що уникнув цього розгрому». 
У 1962 році Геркенрат завершив спортивну кар'єру і після завершення кар'єри працював у технічному університеті Аахена, а пізніше у Дюссельдорфському університеті.
Помер 18 квітня 2016 року у віці 87 років.

## Титули і досягнення
- Володар Кубка Німеччини: 1952-53